# كأس السوبر اليمني 2013
كأس السوبر اليمني 2013 هي مسابقة كرة قدم يمنية قامت بين بطل الدوري اليمني 2013، اليرموك ووصيف الدوري نادي شعب حضرموت
أحرز فريق شعب حضرموت كأس السوبر في نسختها السابعة بعد فوزه على حامل لقب بطولة الدوري فريق اليرموك بركلات الترجيح (4 /1) ليتوج بطلاً للسوبر اليمني لأول مرة في تاريخه.

## تفاصيل المباراة
| نادي شعب حضرموت | 0 – 0 ( 1-4) | اليرموك |
| --------------- | ------------ | ------- |
|                 | تقرير        |         |

|